# Getinge (Suède)
Pour les articles homonymes, voir Getinge.
Getinge est une localité de Suède située dans la commune d'Halmstad du comté de Halland. En 2010, elle compte 1 843 habitants.